# 1487
Cette page concerne l'année 1487  du calendrier julien.
L'année 1487 est une année commune qui commence un lundi.

## Asie

### Chine (dynastie Ming)
La Chine impériale est gouvernée par la dynastie Ming depuis 1368.
- 9 septembre : mort de Xianzong, huitième empereur Ming (début de règne : 1464)
- 22 septembre : début du règne de Hongzhi, neuvième empereur Ming (fin en 1505, successeur : Ming Wuzong)[1].

## Amérique précolombienne

### Empire aztèque (règne d'Ahuitzotl)

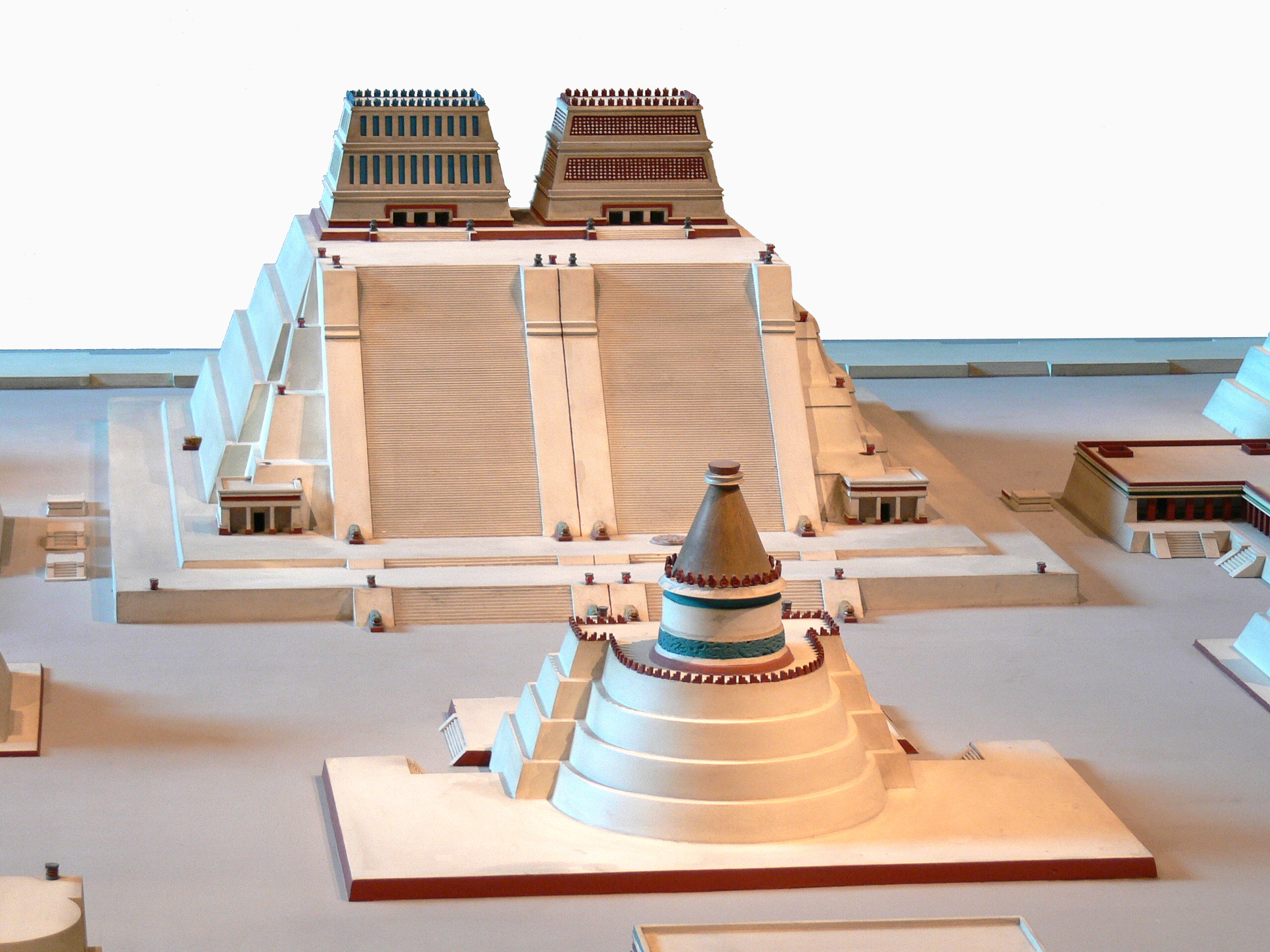
Reconstitution du Templo Mayor à Tenochtitlan.

Ahuitzotl règne sur l'Empire aztèque depuis 1486.
- 19 février[2] : 62 000 personnes sacrifiées pour l'inauguration du Grand Temple de Tenochtitlan[3], capitale de l'Empire aztèque.

### Empire inca (règne de Tupac Yupanqui)
Tupac Yupanqui règne sur l'Empire inca depuis 1471.
- sd : Quito devient un centre administratif pour la partie nord de l'empire[4].

## Exploration et colonisation européennes

### Exploration et colonisation portugaises dans l'Atlantique et en Afrique
Depuis 1420 (Henri le Navigateur), les Portugais explorent le littoral de l’Afrique. Dans les années 1470, ils naviguent au sud de l'Équateur (découverte de l'île de Sao Tomé (latitude 0° 14' Nord) en 1470). En 1486, Diogo Cão atteint la latitude de la Namibie (Cape Cross).
- 1er mars : départ d'une expédition commandée par Fernão Dulmo et João Estreito, qui veulent découvrir l’île légendaire d’Antillia dans l’Atlantique[5]. Ils font voile vers les Açores, mais se heurtent à de forts vents d’ouest et renoncent.
- 7 mai[6] : Pêro da Covilhã et Afonso de Paiva quittent Santarém, atteignent l'isthme de Suez par la Méditerranée et parviennent à Aden, au sud de l'Arabie. 
  - Covilha gagne l’Inde, la Perse, puis revient par Ormuz. Il pousse au-delà du Zambèze, jusqu’à Sofala, à 2 000 km du Cap (1487-1490). Il revient au Caire où deux émissaires juifs envoyés par Jean II de Portugal lui ordonnent de rencontrer le Prêtre Jean. Il atteint l’Éthiopie où il rencontre le Négus et passe à son service (1493). Il demeure en Abyssinie jusqu’à sa mort vers 1545[7].
- Août : départ de Lisbonne de l'expédition de Bartolomeu Dias, organisée par le roi depuis 1486 en vue de découvrir un passage vers l'océan Indien au sud de l'Afrique (en 1488, il double le cap de Bonne-Espérance et atteint les côtes du Mozambique)[7].

### Christophe Colomb à la recherche d'un mécène
Installé au Portugal depuis 1476, le navigateur génois Christophe Colomb a élaboré un projet pour atteindre les Indes (l'Asie) en naviguant vers l'Ouest, à travers l'océan Atlantique. Ce projet ayant été refusé par le roi de Portugal (Jean II) en 1484, Colomb est venu en Castille en 1485 et a eu une première entrevue avec les Rois catholiques en janvier 1486.
- septembre : à Malaga, qui vient d'être conquise (18 août), Christophe Colomb est reçu pour la deuxième fois par les Rois catholiques, qui l'informent que son projet a été rejeté par une commission réunie à la fin de 1486 ; ils lui accordent cependant un subside de 14 000 maravédis (de quoi vivre pendant une année).
- fin de l'année : Colomb s'installe à Cordoue ; il y fait la connaissance de Beatriz Enríquez de Arana, qui lui donnera un deuxième fils, Fernand, en août 1488. Il reprend avec lui son premier fils, Diego.

## Europe

### Événements non politiques
- 22 juillet : incendie de Bourges[9], dit « Grand incendie de la Madeleine », qui détruit le tiers de la ville et marque le début de son déclin[réf. nécessaire].

### France (règne de Charles VIII): la guerre de Bretagne
Fils de Louis XI (mort en 1483), Charles VIII (1470-1498) règne sous l'égide de sa sœur, Anne de France (« Anne de Beaujeu »), officiellement régente à la mort de Louis XI, et de son époux, Pierre II de Bourbon, sire de Beaujeu. Le début du règne est marqué par la Guerre folle, rébellion de grands féodaux, dont des princes du sang des maisons d'Orléans et d'Orléans-Angoulême, notamment l'héritier présomptif, Louis II d'Orléans (futur Louis XII), soutenus par le duc de Bretagne François II et par Maximilien d'Autriche, régent des Pays-Bas bourguignons. 
- 11 janvier : convoqué à la cour, Louis II d'Orléans quitte Blois pour Nantes[10], où se trouve le duc de Bretagne.
- 9 février-28 mars : partis de Tours, Anne de Beaujeu, accompagnée de Charles VIII, fait d'abord campagne en Saintonge (domaine des Angoulême) et en Guyenne (nid de rebelles comme le gouverneur Odet d’Aydie, comte de Comminges, et Alain d'Albret) : 
  - les rebelles abandonnent Saintes, puis, assiégés à Blaye, capitulent, ne voulant pas combattre contre le roi lui-même[11].
  - 7 mars : entrée du roi et de la régente à Bordeaux, suivie de la soumission d'autres rebelles, notamment le comte Charles d'Angoulême[12] ; le mari de la régente est nommé gouverneur de Guyenne (lieutenant : Candale[13]).
  - 28 mars : François Ier d'Orléans-Longueville (dit « Dunois ») quitte Parthenay pour la Bretagne ; la ville se soumet[10] à l'armée royale, qui peut maintenant attaquer la Bretagne sans être menacée à l'arrière.
- Mars : une soixantaine de nobles bretons réunis dans le château de Françoise de Dinan à Châteaubriant par Rohan[14], Jean IV de Rieux et Guy XV de Laval font appel à Anne de Beaujeu et à Charles VIII[15] contre les Français, adversaires de la régente, qui ont pris, selon eux, trop d'influence sur le duc (Louis II d'Orléans, Dunois, Jean IV de Chalon-Arlay, prince d'Orange, et Comminges). La régente accepte de fournir 4 000 hommes, seulement dans le but de chasser les rebelles de Bretagne. Mais en fait ce sont 12 000 hommes qui entrent dans le duché.
- 4 mai : entrée et installation de la régente à Laval, dans le Maine[10].
  - mai : prise de Châteaubriant et d'Ancenis par l'armée française, commandée par Louis II de La Trémoille et Saint-André ; siège et capitulation de Vannes (d'où s'enfuient le duc et Orange) ; prise de Ploermel.
  - mai-juin : négociations des rebelles avec Henri VII et Maximilien d'Autriche, ainsi que Rohan (pour le détacher du camp français) et Albret.
- 19 juin : début du siège de Nantes[10].
- 6 août : levée du siège de Nantes[10].
- 30 novembre : soulèvement à Nantes pour chasser les princes étrangers de Bretagne[10].

### Italie (pontificat d'Innocent VIII)
- 27 mai : le pape ordonne[pas clair] la levée de troupes pour une croisade contre les Turcs.

#### Duché de Milan (règne de Ludovic Sforza)
- 28 avril : défaite de la coalition de l'évêque de Sion et des cantons suisses confédérés face aux troupes du duché de Milan à Crevola [16] dans le val d'Ossola.
- 22 juillet : traité de paix entre les cantons confédérés et le duc de Milan.

#### Républiques de Florence et de Gênes
La ville de Sarzana (près de La Spezia, en Ligurie) est l'objet d'un conflit (appelé en italien guerra di Serrazana) entre la république de Florence, gouvernée par les Médicis, et la république de Gênes, le seigneur de Sarzana ayant fait appel à celle-ci pour résister à une offensive florentine. 
- 22 juin : les Florentins prennent Sarzana[17] (fin de l'occupation en 1494, au passage de l'armée de Charles VIII pour la première guerre d'Italie).

#### République de Sienne
- 22 juillet : début du contrôle du gouvernement de la république de Sienne par Pandolfo Petrucci (1452-1512)[18] (fin en 1512). Certains le considèrent comme un tyran.

#### Royaume de Sicile (règne de Ferdinand II d'Aragon)
Le royaume de Sicile (insulaire) a pour roi Ferdinand II d'Aragon (aussi Ferdinand II en Sicile), tandis que le royaume de Naples (Sicile péninsulaire) a pour roi Ferdinand Ier de Naples (qui est aussi d'origine aragonaise).
- 18 août : autodafé à Palerme[19] après l'établissement de l'Inquisition espagnole dans le royaume de Sicile.

### Angleterre (règne d'Henri VII)
Le royaume d'Angleterre est sorti en août 1485 de la guerre des Deux-Roses (commencée en 1455), par la victoire de la maison de Tudor, dont le premier représentant est Henri VII, au détriment de la maison d'York (Richard III, roi de 1483 à 1485). Mais Henri VII a encore des opposants, bien qu'il ait épousé Élisabeth d'York en 1486.
- 24 mai : en Irlande, coup d’État organisé autour d'un enfant, Lambert Simnel (vers 1477-1525), couronné roi d'Angleterre dans la cathédrale de Dublin sous le nom d'« Édouard VI » (on le fait passer pour un cousin de la reine, Édouard Plantagenêt, 1475-1499). Le coup d'État est conduit par Thomas FitzGerald de Laccagh et par John de la Pole, comte de Lincoln, qui emmène ensuite des troupes d'Irlande en Angleterre[20].
- 16 juin : défaite de John de La Pole (qui est tué) à la bataille de Stoke[20] dans le Nottinghamshire. Beaucoup d'autres officiers perdent la vie à Stoke, notamment Francis Lovell (« Lord Lovell »). Les biens de Lovell et de la Pole sont confisqués au profit de la Couronne.
- 7 novembre : création de la Chambre étoilée (Star Chamber) par le parlement d'Angleterre, qui permet de juger rapidement et sans appel les nobles coupables d’attentats contre la paix publique[21].

### Saint-Empire (règne de Frédéric III)
Le Saint-Empire romain germanique regroupe plusieurs centaines d'entités féodales, dont plusieurs dizaines sont des États souverains. L'empereur (généralement issu de la maison de Habsbourg) a, en tant que tel, un pouvoir limité. Mais Frédéric III (1452-1493), détient en tant que chef de la maison de Habsbourg plusieurs fiefs importants, notamment en Autriche, Autriche intérieure, Autriche antérieure et Alsace. Il est en guerre contre le roi de Hongrie, Matthias Corvin, qui s'est emparé de plusieurs de ses possessions héréditaires (notamment en 1485).
- 3 janvier : mariage de Cunégonde (1465-1520), fille de Frédéric III, avec le duc de Bavière Albert IV (1447-1508)
- juin : diète d'Empire tenue à Nuremberg ; Frédéric III y prend les premières mesures en vue de régler les problèmes de la Souabe, région de l'empire dépourvue d'autorité dominante[22] (> 1488 : création de la ligue de Souabe)

#### Guerre du roi de Hongrie Matthias Corvin contre la maison de Habsbourg
- 14 août : Mathias Corvin s’empare de Wiener Neustadt, résidence de Frédéric, qui se réfugie à Linz.
- 21 octobre : trêve jusqu'au 9 décembre conclue entre Matthias et le duc Albert, à la tête de l'armée de Frédéric, suivie d'une convention instituant un armistice jusqu'au 2 juillet 1488 et le recours à l'arbitrage pontifical[23] pour régler leur différend.

### Hongrie (règne de Matthias Corvin)
Matthias Corvin (1443-1490) règne sur la Hongrie (Matthias Ier) depuis 1458 et sur la Bohême depuis 1469. Il a épousé la fille du roi Ferdinand Ier de Naples, Béatrice. Il a un seul fils, Jean, né en 1471 hors mariage, mais légitimé en 1479 et héritier présomptif.
- Voir la section « Saint-Empire » pour la guerre entre Matthias Corvin et Frédéric III
- 18 juin : Hippolyte d’Este, neveu de Béatrice de Naples vient en Hongrie où il a été nommé archevêque d’Esztergom[24].
- 25 novembre : Jean Corvin épouse (par procuration) Blanche-Marie Sforza, fille du duc de Milan Ludovic Sforza[25].

### Moscovie (règne d'Ivan III)
À l'est du royaume de Pologne et du grand-duché de Lituanie, la grande-principauté de Moscou étend peu à peu son emprise sur les territoires qui l'environnent, qu'ils soient russes (Tver en 1485) ou non. Le grand-prince Ivan III (1440-1505) règne depuis 1462. 
- 9 juillet : Ivan III occupe le khanat et la ville de Kazan (sur la Volga, 600 km à l'est de Moscou) et place le Tatar Mehmet-Amin sur le trône, obtenant un serment d'allégeance[26].

## Naissances et décès

### Naissances en 1487
- 8 février : Ulrich VI de Wurtemberg († 1550).
- 10 avril : Guillaume de Nassau-Dillenbourg († 1559).
- 16 juillet : Andrea del Sarto, peintre italien († 1530).
- 17 juillet : Ismail Ier, Shah de Perse († 1514).
- 20 août : Giulio Francia,  peintre italien de l'école bolonaise († 1540).
- 10 septembre : Jules III († 1555).
- 15 octobre : Giovanni da Udine, peintre italien († 1564).
- Date précise inconnue :
  - Amda Seyon II, empereur d'Éthiopie († 1494).
  - Tomas de Berlanga, évêque de Panama († 1551).
  - Gaspard Lax, théologien et mathématicien espagnol († 23 février 1560).
  - Pedro de Mendoza, conquistador espagnol († 1537).
  - Michael Stifel, mathématicien allemand († 1567).
  - Bonifazio Veronese, peintre italien († 19 octobre 1553).
- Vers 1487 :
- Andrea Sabatini, peintre italien  († 1530).

### Décès en 1487

Ming Xianzong.

- 21 mars : Nicolas de Flue, ermite et saint suisse (° 1417)
- 16 juin : John de la Pole (1er comte de Lincoln) (° 1462)
- 26 juin : Jean Argyropoulos, philosophe (° 1410)
- 16 juillet : Charlotte de Chypre, reine de Chypre ( ° 28 juin 1444).
- 23 août : Marie de Clèves, veuve de Charles d'Orléans ( ° 19 septembre 1426).
- 9 septembre: Empereur Ming Xianzong de la dynastie Ming
- Date inconnue :
  - Gilbert Banester, compositeur anglais (° vers 1445).
  - John Hothby, compositeur et musicologue anglais de la Renaissance (° vers 1410).